# Junilistan
Junilistan var ett tvärpolitiskt EU-kritiskt svenskt parti, bildat 2004, som tidvis varit representerat i Europaparlamentet. Partiet ligger sedan 2014 i malpåse, samma år som den nuvarande partiledaren  Jörgen Appelgren, som efterträdde Birgitta Swedenborg, tillträdde. Partinamnet kommer av att partiet grundades inför valet till Europaparlamentet i juni 2004 och då endast bestod av personerna på valsedeln. Junilistan blev Sveriges tredje största parti vid EU-valet i juni 2004 med 14,5 procent av rösterna, och fick därigenom tre mandat i Europaparlamentet. 
Vid Europaparlamentsvalet 2009 leddes partiet av Sören Wibe men partiet fick endast 3,6 % av rösterna och åkte därmed ur parlamentet. Wibe  avled oväntat år 2010 och partiet lades då i "malpåse". Partiet återupplivades i februari 2014 inför Europaparlamentsvalet  detta år, med en ny lista ledd av Jörgen Appelgren. Nu uppnådde man  inte mer än 0,3 % av rösterna. Den 27 oktober 2014 skrev partiet på sin hemsida att partiet återigen lagts i malpåse.

## Historia

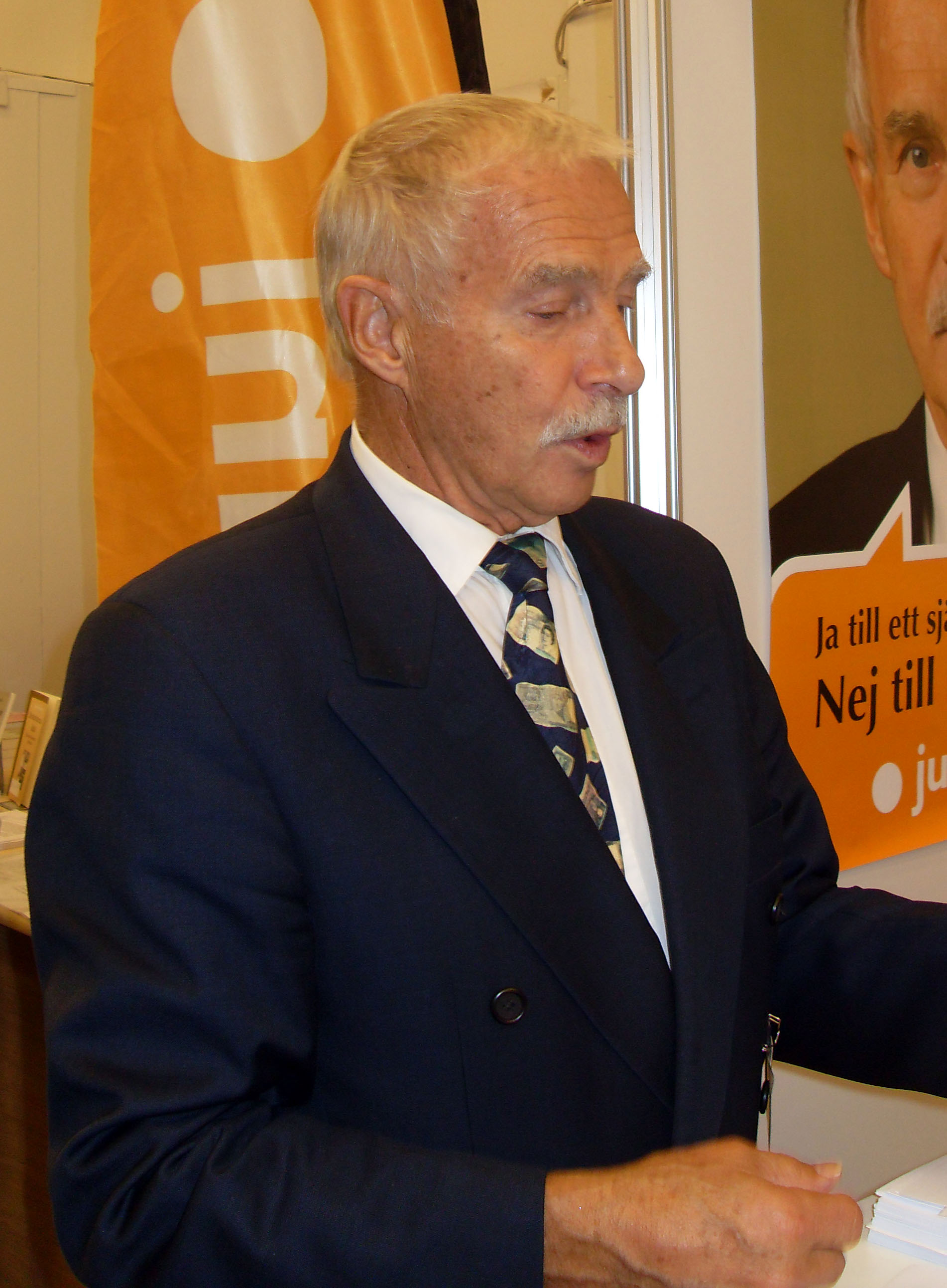
Nils Lundgren 2008

### Grundande och valrörelse 2004
Initiativet till Junilistan togs av nationalekonomen Nils Lundgren, f.d. chefen för Sveriges riksbank Lars Wohlin, nationalekonomen och PR-konsulten Jesper Katz, Jan Å Johansson och Eva Nisser.
Junilistan skapades efter svenska folkets nej i folkomröstningen om euron 2003, som ett tvärpolitiskt alternativ för EU-skeptiker som tyckte ”att Sverige skall vara medlem i EU men …[inte]… bidra till framväxten av en EU-stat.” Från början hade Junilistan endast sex medlemmar, som också utgjorde styrelsen, och som valde Nils Lundgren till partiledare. Till Junilistan knöts också ett förtroenderåd bestående av ett tjugotal personer med special-kompetens inom olika områden.
Inför Europaparlamentsvalet 2004 presenterades en tvärpolitisk lista där kandidaternas namn åtföljdes av en politisk beteckning (exempelvis socialdemokrat, kristdemokrat, allmänborgerlig, liberal osv.) så att väljarna kunde kryssa en EU-kritisk kandidat med samma ideologi som väljaren i övrigt identifierade sig med.
I Europaparlamentsvalet nådde Junilistan stora framgångar och uppnådde 14,5 procent av rösterna. Detta gav partiet tre av nitton svenska mandat i Europaparlamentet och partiet representerades som en följd av detta i parlamentet av sina tre första namn på valsedeln Nils Lundgren, Lars Wohlin och Hélène Goudin. Lundgren och Wåhlin personvaldes, men då de redan stod etta och tvåa förändrade detta inte något i praktiken.

### Riksdagsvalet 2006
Den 3 oktober 2005 meddelade Junilistan att partiet skulle ställa upp i riksdagsvalet 2006. I DN/TEMOs oktobermätning 2005 tog partiet väljare från både höger och vänster och uppnådde 4,5 procents väljarstöd. En månad senare i SCB:s stora partisympatiundersökning fick Junilistan cirka 3,5 procent. Den 8 april 2006 meddelade Europaparlamentarikern Lars Wohlin att han gick över till Kristdemokraterna. Under våren 2006 gick ett förslag till partiprogram ut på remiss till partiets sympatisörer. Partiprogrammet antogs sedan av ett årsmöte i juni 2006. 
Junilistans valresultat 2006 blev ett bakslag för partiet. Mycket få av kandidaterna lyckades få mer än 50 personröster och partiet fick totalt 26 000 röster eller 0,47 procent, att jämföra med ca 363 000 röster i EU-parlamentsvalet två år tidigare. På partiets Junimöte 2007 beslutade Junilistan att koncentrera politiken på Europaparlamentet och inte ställa upp i inhemska val. Den 16 mars 2008 meddelade Nils Lundgren att han  ämnade avgå som partiledare.

### Sören Wibe tar över och EU-parlamentsval 2009

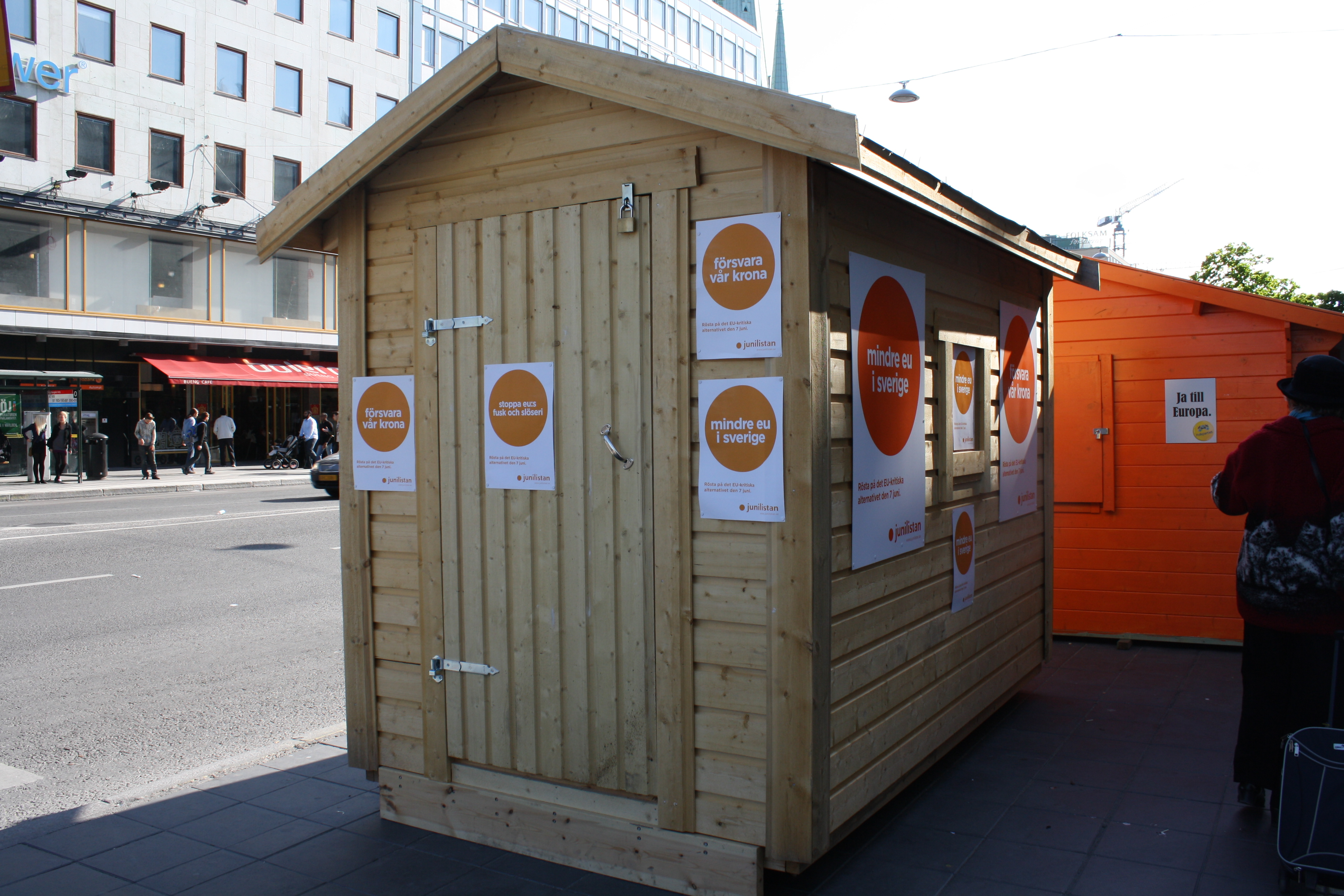
Junilistans valstuga på Klarabergsgatan i Stockholm under EU-parlamentsvalet 2009

På Junimötet 2008 beslutades att införa ett delat partiledarskap och den 6 juli 2008 efterträddes Nils Lundgren av Annika Eriksson och Sören Wibe. Till vice ordförande utsågs Hélène Goudin och Björn von der Esch. Sören Wibe blev ensam partiledare för Junilistan den 22 januari 2009 efter att Annika Eriksson valt att avgå efter en konflikt som enligt Eriksson handlade dels om att hon inte placerats  högre än på sjunde plats på partiets lista till EU-valet, dels om avsaknad av demokrati och öppenhet i partiets processer.
Vid I Europaparlamentsvalet 2009 fick partiet 3,6 % av rösterna och åkte därmed ur parlamentet.
Trots att partiet inte ställde upp i riksdagsvalet 2010 fick det ändå 41 handskrivna röster. På junimötet 2009 valdes Birgitta Swedenborg och Sören Wibe till partiledare. I december 2010 dog Sören Wibe oväntat och därefter kvarstod Birgitta Swedenborg som ensam partiledare.

### Malpåse och val 2014
Partiet lades i malpåse år 2010 och endast styrelsen ledd av Birgitta Swedenborg fanns nu kvar. Junilistan meddelade i februari 2014 i en debattartikel i Dagens Nyheter att partiet skulle ställa upp i Europaparlamentsvalet i Sverige 2014 med den nye partiledaren Jörgen Appelgren som första namn och Camilla Lindberg som andra namn. Partiet lyckades detta år inte slå igenom medialt i valrörelsen och valresultatet blev 0,3 %. Den 27 oktober 2014 skrev partiet på sin hemsida att partiet återigen lagts i malpåse.

## Politik
Första gången som Junilistan presenterade sin politik var inför Europaparlamentsvalet 2004 på DN Debatt i februari 2004. Partiet ville motarbeta en förskjutning av den politiska makten från Sverige till EU. Junilistans vision är ett EU byggt på principerna om subsidiaritet, där de politiska besluten läggs på lägsta möjliga nivå. EU skall begränsas ”till att administrera och upprätthålla den inre marknaden och till att hantera gränsöverskridande frågor inom miljö, kemikalieanvändning och dylikt.” Junilistan vill också ha en ”flexibel integration” där länder med gemensamma intressen på ett område skapar en organisation för just den uppgiften, utan att ”pressa in alla möjliga frågor i EU:s ramverk”. EU:s huvuduppgift är enligt partiet att ”säkerställa en fri inre marknad för ett demokratiskt Europa på marknadsekonomins grund.”
Inför Europaparlamentsvalet 2004 formulerade Junilistan parollerna: "Europa ja – EU-stat nej", "Ja till EU-medlemskap" men "Nej till Europas Förenta Stater", "Ja till EU:s inre marknad", "Nej till grundlagsförslaget" samt "Ja till folkomröstning". I riksdagsvalet 2006 utformade partiet tre pelare som utgångspunkt för sin kampanj: "Ja till Europa - nej till EU-stat", "Makten ut i landet" och "Riktiga jobb åt alla". Partiet fortsatte även att driva krav på folkomröstningar om EU-konstitutionen.
Enligt Junilistans senaste idéprogram säger man nej till Lissabonfördraget och kräver en folkomröstning om författningsförslaget med anledning av fördraget. Partiet vill också att riksdagen ska göra en subsidiaritetsprövning av alla förslag från EU, vilket innebär att arbetsrätten och bistånds-, skogs-, bostads-, jakt-, och energipolitiska frågor skall bestämmas i Sverige samt att offentlighetsprincipen och allemansrätten bevaras.

### Ställningstaganden
- Samarbete i försvars-, säkerhets- och valutafrågor skall bara engagera de länder som vill delta.
- Sverige skall få ett formellt undantag vad gäller euron.
- EU:s makt i jordbruks- och regionalpolitiska frågor skall minskas.
- EU:s institutioner skall utsättas för kostnadskontroll och nedskärningar.
- EU:s biståndspolitik och EU:s tullar på jordbruks- och tekoprodukter skall avvecklas.[12]

## Organisation
I början utgjordes Junilistan endast av medlemmarna i styrelsen. De som stödde och kampanjade för Junilistan runt om i landet benämndes sympatisörer. Erfarenheter från Ny demokratis tid i svensk politik  hade visat att ett parti snabbt kunde tas över av krafter som inte hade samma intentioner som de ursprungliga  grundarna. Junilistan sökte andra vägar än de etablerade partierna och ”ville inte låsa upp sympatisörerna, låta partipiskan vina   och kräva medlemsbok och total lojalitet gentemot ett heltäckande politiskt program.”
Under våren 2006 bildades lokalföreningar, och nomineringskommittéer nominerade riksdagskandidater. Den 23 april 2006 meddelade Junilistans styrelse vilka kandidater som utsetts.

## Kontroverser
Junilistan kritiserades under det första året i Europaparlamentet för att makten och inflytandet över partiets verksamhet till stor del var centrerad kring partiordföranden Nils Lundgren. Därtill förekom anklagelser om "toppstyre" och avsaknad av interndemokrati. Hösten 2005 hade flera av de som kandiderat på Junilistans valsedel 2004 valt att lämna partiet, däribland den kristdemokratiska politikern Görel Flyckt som lämnade partiet på grund av privata skäl, ekonomen Stefan de Vylder på grund av satsningen på riksdagsval samt författaren och journalisten Folke Schimanski. Schimanski valde senare att åter engagera sig i Junilistan. Inför Europaparlamentsvalet 2009 stod han på 18:e plats på partiets kandidatlista. Även den tidigare moderate riksdagsmannen Tom Heyman kritiserade Junilistan för ledningens maktkoncentration och lämnade partiet vintern 2005. I december 2005 hävdade Svenska Dagbladet att Junilistans Europaparlamentariker Nils Lundgren och Hélène Goudin hade låtit skattebetalarna bekosta Bryssel-resor för sina anhöriga. En av Junilistans tre Europaparlamentariker, Lars Wohlin, lämnade partiet inför riksdagsvalet 2006 och valde att istället bli medlem i Kristdemokraterna. Dagen efter att partiets kandidater till riksdagsvalet 2006 presenterades  framkom anklagelser mot partiet för svågerpolitik. Anonyma mejl, undertecknade ”Whistle Blower”, påstod att 5 av 14 personer på partiets lista för Stockholms kommun var släkt eller bekanta med ledamöter i nomineringskommittéerna. Junilistan uppnådde ett svagt valresultat 2006. En artikel i Dagens Nyheter strax innan valet kan ha bidragit till detta. Artikeln gjorde gällande att partiets förstekandidat till riksdagen, Nils Lundgren, hade undgått skatt genom ett antal villaförsäljningar mellan sig själv och sitt eget bolag Veraciter.

## Valresultat
Europaparlamentet
| År   | Röster  | Röstandel | Förändring röstandel (procentenh.) | Mandat  | Förändring mandat | Ref    |
| ---- | ------- | --------- | ---------------------------------- | ------- | ----------------- | ------ |
| 2004 | 363 472 | 14,47 %   | 14,47                              | 3 av 19 | 3                 | [ 20 ] |
| 2009 | 112 355 | 3,55 %    | −10,92                             | 0 av 18 | −3                | [ 21 ] |
| 2014 | 11 629  | 0,31 %    | −3,24                              | 0 av 20 | 0                 | [ 22 ] |

Sveriges riksdag
| År   | Röster | Röstandel | Förändring röstandel (procentenh.) | Mandat   | Förändring mandat | Ref    |
| ---- | ------ | --------- | ---------------------------------- | -------- | ----------------- | ------ |
| 2006 | 26 072 | 0,47 %    | 0,47                               | 0 av 349 | 0                 | [ 23 ] |

## Partiledare
- 2004–2008 Nils Lundgren
- 2008–2009 Sören Wibe och Annika Eriksson
- 2009–2010 Sören Wibe och Birgitta Swedenborg
- 2010–2014 Birgitta Swedenborg
- 2014– Jörgen Appelgren